# 弗雷奇利亚
弗雷奇利亚（西班牙語：Frechilla）是西班牙卡斯蒂利亚-莱昂帕伦西亚省的一个市镇。 总面积34平方公里，总人口250人（2001年），人口密度7人/平方公里。